# مسجد ترشيش

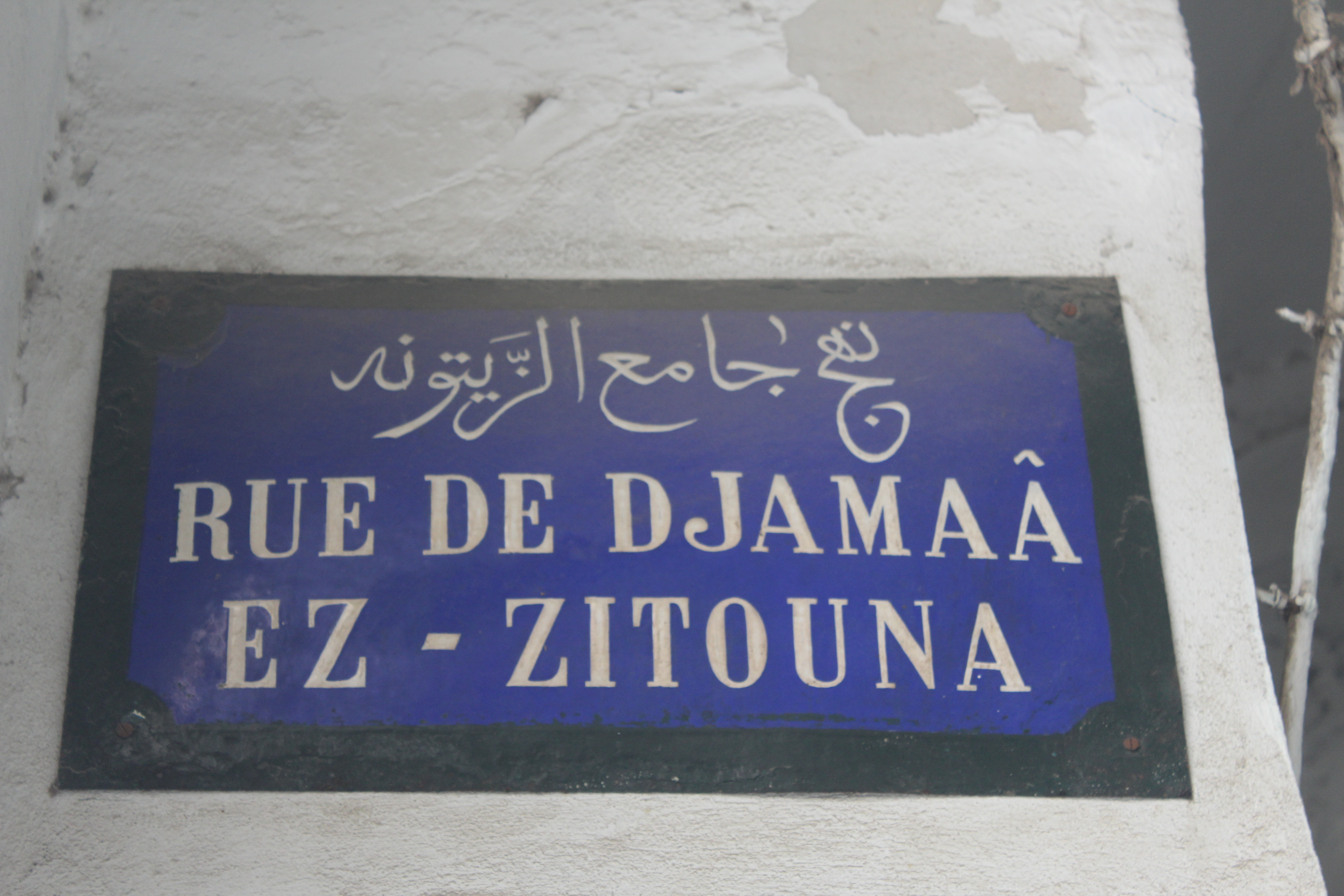
لوحة معدنية تدل على نهج جامع الزيتونة.

مسجد ترشيش هو مسجد تونسي قديم، لم يعد موجودا، كان يقع شرق مدينة تونس العتيقة.

## الموقع
كان يتوسط نهج جامع الزيتونة ألذي سمية بنهج الكنيسة وقت الاستعمار الفرنسي.
نشرت هيأة مكافحة الفساد في نشريتها «الأسبوعية» انها قامت بتحديد مكان المعلم أللذي تمة الإعتداء عليه من قبل شخصين و جعلو محلا تجاريا في الطابق السفلي و سكنيا في الطابق العلوي.

## التسمية
لفظ ترشيش محرف عن طرشيش في العبرية وهو من أسماء تونس في الزمن البعيد.